# 施江西
施江西（1899年12月7日—1981年4月14日），字性澄，臺灣彰化鹿港人，臺灣醫師，戰後曾任「鹿港街海外同胞救濟會代表」，並當選台中縣參議員，於1946年涉入員林事件。
愛好文藝，晚年著有《靜遠樓詩集》，為大治吟社、聚鷗吟社、新聲詩社社員。

## 生平

### 早年習醫經歷
1899年（明治32年）12月7日出生於鹿港海埔厝，七歲時開始學習漢文，1914年（大正3年）畢業於鹿港公學校。1917年（大正6年）就讀總督府立醫學校，1922年（大正11年）再進入母校的熱帶病專攻科研讀熱帶醫學，隔年畢業，進入台灣總督府台中病院擔任內科醫官補。同年辭職後，返回鹿港開業行醫，性格篤實，受地方人民信賴。
1923年（大正12年）7月，與兄長施江東於鹿港街菜子頭636號（今鹿港鎮中山路）共同開設四方醫院，主治內兒科。四方醫院的命名源自施家四兄弟名字中的東、南、西、北四個方位，施江東後來於嘉義開設、施江南於大稻埕開設的醫院皆以「四方醫院」命名。
昭和2年（1927年）取得台灣醫學得業士認定試驗合格。曾擔任鹿港第二公學校、海埔厝公學校校醫。

### 公共事務參與
行醫之餘，施江西也熱衷於參與公共事務，在日治時期曾參與鹿港文化協會。1936年擔任「鹿港築港期成同盟會」陳情委員，爭取設置鹿港郡，並於鹿港築港。擔任「鹿港街金玉順振興會」會長，從事街路美化作業、水溝設備更新等聚落振興工作。
1945年施江西擔任「鹿港街海外同胞救濟會代表」，與陳家霖、丁瑞彬、許金圳、蔡友坤等人一同拜訪陳儀，陳情海外同胞救濟問題，並募款救濟滯留日本、中國、东南亚等地的台灣人，捐贈1萬8792圓13錢予行政長官公署民政處。
1946年4月當選台中縣參議員。

### 二二八事件之影響
1946年5月涉入「員林事件」。此一事件起因於牙醫陳家霖遭鹿港警務所約談，邀請施江西陪同。於約談現場與兩位所員許宗喜、黃仁昱發生衝突，並遭到義警巫忠力、黃三、溫火炎攻擊。7月10日，施江西在台中地方法院向許宗喜及巫忠力等人提出告訴。11月11日由台中地方法院典獄長兼看守所長賴遠輝帶領法警前往員林縣警局拘捕許宗喜，許宗喜求助員林縣警局長江風，使賴遠輝遭軟禁於警局，並致電北斗區警察所所長林世民，謊稱員林縣警局遭強盜入侵，林世民率警射擊法警，此即員林事件，反映當時臺灣人在與新政權交涉過程中，因對法律制度的認知不同而產生的行事方式差異。
1947年3月，其擔任「二二八事件處理委員會」的弟弟施江南受二二八事件餘波影響，在3月11日晚上遭軍人逮捕失蹤，親屬、友人多方陳情未果，僅收到臺灣省警備總司令部答覆「總部案卷內並未並未受理該案」、「憲警緝觀察報拘捕人犯名冊亦無施江南」，施江南下落不明。
其弟施江南失蹤後，施江西深受打擊，關閉四方醫院離開鹿港。1947年6月1日在林獻堂引薦下，進入俗稱「台電醫院」的台灣電力公司醫院，接手施江南的職位擔任內科主任，服務至1955年8月30日退休。

### 晚年境況
施江西退休後於台北羅斯福路一段開設四方醫院，擔任院長至1970年休診，由長子施哲生接手營運。
在總督府醫學校就學時，曾利用寒暑假期間向洪棄生學習古體詩詩作。參與大治吟社、聚鷗吟社、新聲詩社等詩社，並曾任大治吟社總幹事，於台北、新竹、台中、台南、高雄輪流舉行詩會，如林獻堂舉行的踏青會。亦時常和其叔施瑞庚一同研究詩文，與詩友之間多有交流，如與王席聘、施梅樵、莊嵩、施一鳴等人皆有來往著有《靜遠樓詩集》，收錄約200餘首詩詞。
信仰方面受子女影響，1961年8月在台北聖家堂受洗為天主教徒。1981年4月14日辭世，享壽82歲。

## 家庭

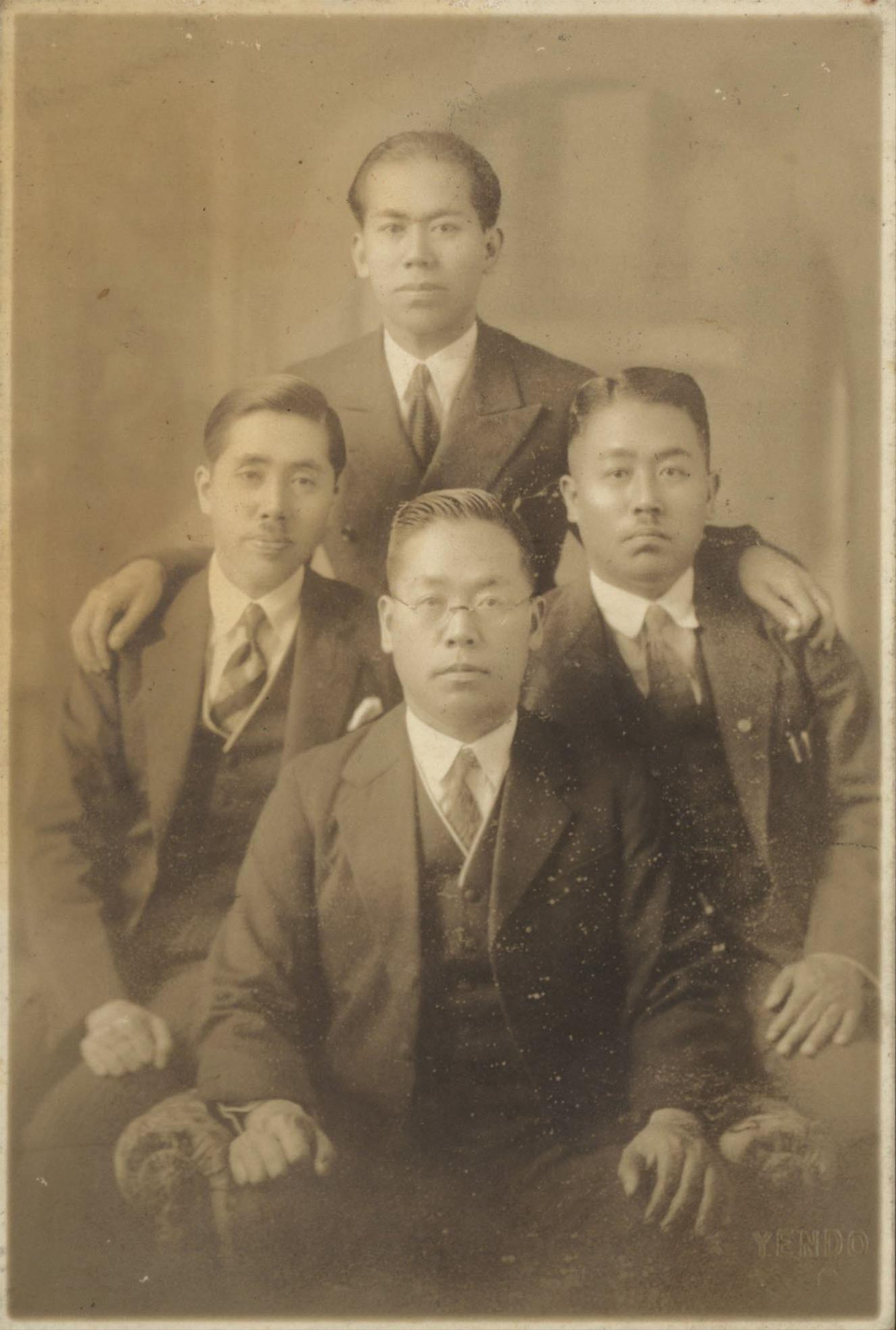
施家四兄弟，下方施江東、上方施江北、左邊施江南、右邊施江西。

施江西的父親施瑞呈與母親陳謹，育有四男：施江東、施江西、施江南、施江北，江東、江西、江南分別於嘉義、鹿港、大稻埕開設診所；江北則從事法学。其父施瑞呈受僱於辜顯榮，從事食鹽專賣，後受僱於南投李春盛、溪底林維朝、西螺張矸等人，在經濟發達後時常救濟貧困者，洪棄生為此稱讚：「心七籤之學，腰萬貫之纏」。
施江西之妻張煉金，畢業於臺北州立第三高等女學校，曾任洛津國校教師，與施江西育有三子二女：
- 長女：施明珠，畢業於日本東京帝國女子藥學專門學校，曾任台大醫院藥劑科組長。[16]
- 長子：施哲生，畢業於台灣大學醫學院，曾任萬華仁濟醫院精神科醫師、高雄醫學院病理主任，後來接手四方醫院。
- 次子：施民生，過繼予施江東，曾於台大醫院病理科任職，1954年為杜聰明醫師延攬，任私立高雄醫學院病理科主任教授，後赴美國任纽约州立大学教授。
- 三子：施眾生，畢業於台灣大學農業工程學系，任美國阿拉巴馬大學教授。
- 次女：施佳墨，過繼予施江東，畢業於美國堪萨斯大学醫學院。